# Никитин, Анатолий Павлович
Анатолий Павлович Никитин (27 апреля 1931, Ленинград, РСФСР — 27 февраля 2017, Санкт-Петербург, Российская Федерация) — советский и российский музыкант-виолончелист, педагог, концертмейстер группы виолончелей Симфонического оркестра Ленинградской (Санкт-Петербургской) филармонии. Народный артист РСФСР (1988).

## Биография
Окончил специальную музыкальную школу при Ленинградской консерватории по специальностям «фортепьяно» и «виолончель». В 1954 год окончил Ленинградскую консерваторию по классу виолончели. Затем — аспирантуру Московской консерватории (руководитель М. Л. Ростропович).
Ещё студентом консерватории поступил в оркестр Ленинградской филармонии. С 1964 года был концертмейстером группы виолончелей Заслуженного коллектива России Академического симфонического оркестра. Много лет работал с дирижёром Евгением Мравинским, возглавлявшим оркестр.
С 1961 года до конца жизни преподавал в Санкт-Петербургской государственной консерватории имени Н. А. Римского-Корсакова, вёл специальный класс, профессор, с 1978 года работал заведующим кафедрой виолончели, контрабаса, арфы и квартета.
В 1975 году создал ансамбль из 12 виолончелей.
Дмитрий Шостакович сказал о музыканте: «…блестящий виолончелист, выдающийся солист-концертмейстер, превосходный и всесторонне развитый музыкант».
Умер в Санкт-Петербурге 27 февраля 2017 года, похоронен там же на Литераторских мостках.

### Семья
- Дочь — Ирина Анатольевна Никитина (род. 1962), пианистка, президент фонда «Музыкальный Олимп» (с 1995 года) , автор и ведущая программы «Энигма» на телеканале «Культура» (с 2016 года)[5].

## Награды и премии
- Заслуженный артист РСФСР (21.02.1968).
- Заслуженный деятель искусств РСФСР (13.04.1983).
- Народный артист РСФСР (22.06.1988).
- Орден Дружбы (04.10.2002).
- Благодарность Министра культуры Российской Федерации (20.01.2004)[6].
- Орден Почёта (10.03.2004).
- Орден «За заслуги перед Отечеством» IV степени (24.02.2011).